# التوبوريون

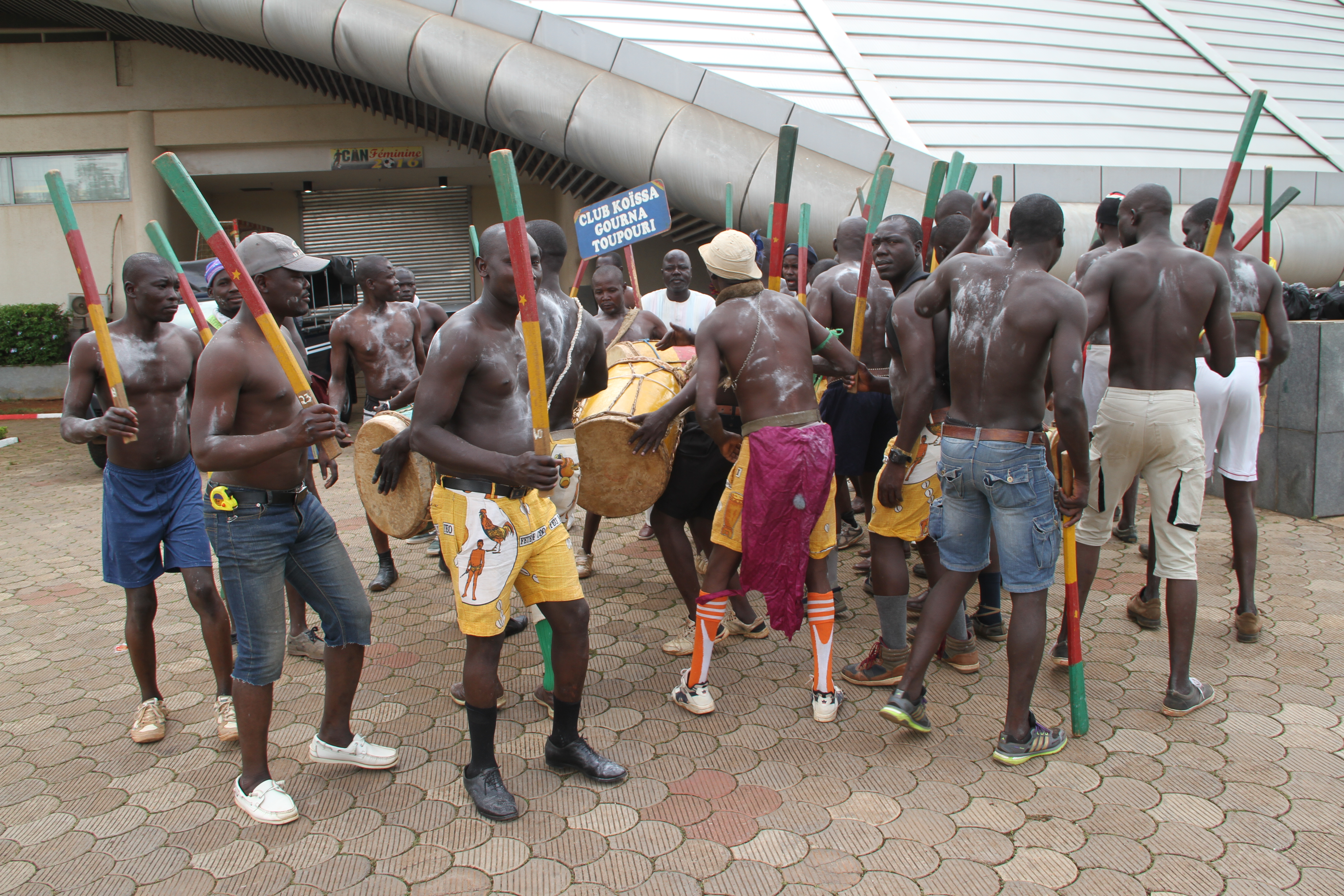
(المهرجان الوطني للفنون والثقافة) ياوندي - الكاميرون - 2016م

التوبوريون قوم في الكاميرون وتشاد. ويتحدثون لغة تسمى التوبورية بلغ عدد من يتكلم بها في الكاميرون 125 ألفا في وقت ما و90785 في تشاد عام 1993. وبلغ عدد التوبوريين 215466 في تشاد عام 2009.